# Agua de Aceite
Agua de Aceite är en ort i Mexiko.   Den ligger i kommunen San José Tenango och delstaten Oaxaca, i den sydöstra delen av landet, 290 km sydost om huvudstaden Mexico City. Agua de Aceite ligger 1 073 meter över havet och antalet invånare är 110.
Terrängen runt Agua de Aceite är kuperad åt nordväst, men åt sydost är den bergig. Runt Agua de Aceite är det ganska tätbefolkat, med 86 invånare per kvadratkilometer. Närmaste större samhälle är Huautla de Jiménez, 11,9 km väster om Agua de Aceite. I omgivningarna runt Agua de Aceite växer i huvudsak städsegrön lövskog.